# Bactrocera unichromata
Bactrocera unichromata är en tvåvingeart som beskrevs av Drew 1989. Bactrocera unichromata ingår i släktet Bactrocera och familjen borrflugor. Inga underarter finns listade.